# 21818 Юрканін
21818 Юрканін (21818 Yurkanin) — астероїд головного поясу, відкритий 4 жовтня 1999 року.
Тіссеранів параметр щодо Юпітера — 3,244.